# Initiative populaire « Élection du Conseil fédéral par le peuple »
L'initiative populaire fédérale « élection du Conseil fédéral par le peuple » est une initiative populaire suisse, refusée par le peuple et les cantons le 9 juin 2013.

## Contenu
L'initiative propose de modifier plusieurs articles de la Constitution fédérale dans le but de faire élire les membres du Conseil fédéral dans une élection majoritaire à deux tours tous les quatre ans, en lieu et place de l'élection par le Parlement. Le président de la Confédération serait en outre élu par le Conseil fédéral, et non plus par le Parlement.
Le texte complet de l'initiative peut être consulté sur le site de la Chancellerie fédérale.

## Déroulement

### Contexte historique
Depuis l'adoption de la Constitution de 1847, plusieurs tentatives ont été menées pour transférer le pouvoir d'élection de l'exécutif fédéral au peuple, souvent parallèlement à la proposition d'en augmenter le nombre de ses membres. Une première initiative est déposée à la fin du XIXe siècle par le Parti socialiste suisse ; elle est refusée par 58,75 % des votants le 4 novembre 1900. Le même parti dépose une seconde initiative quelques années plus tard, après que le parlement lui a refusé un siège au Conseil fédéral lors de l'élection du 15 décembre 1938 ; cette seconde tentative est également refusée par 67,6 % des votants le 25 janvier 1942.
Depuis ces deux initiatives, trois initiatives parlementaires et deux pétitions ont été déposées sur ce sujet auprès des autorités fédérales ; toutes ont été refusées.
En 2007, à la suite de la non-réélection de Christoph Blocher, l'Union démocratique du centre lance cette nouvelle initiative afin, selon le comité de campagne, de « mettre fin aux ententes d'arrière-boutique, aux tricheries et aux règlements de compte » qui entoureraient ces élections.

### Récolte des signatures et dépôt de l'initiative
La récolte des 100 000 signatures nécessaires débute le 26 janvier 2010. Le 7 juillet 2011, l'initiative est déposée à la Chancellerie fédérale, qui constate son aboutissement le 23 août.

### Discussions et recommandations des autorités
Le Conseil fédéral et le Parlement recommandent tous deux le rejet de l'initiative. Dans son message à l'Assemblée fédérale, le Conseil fédéral met en avant les éléments négatifs suivants en case d'élection par le peuple :
- les membres du Conseil fédéral ne seraient plus « au-dessus de la mêlée », ses membres n'étant plus que des représentants de leur parti,
- l'Assemblée fédérale serait affaiblie, causant ainsi un déséquilibre des pouvoirs,
- la procédure proposée favoriserait les cantons plus peuplés,
- enfin, les conseillers fédéraux seraient largement occupés à mener une campagne électorale pendant la seconde moitié de leur mandat.

De leur côté, les initiants relèvent que, dans les cantons, les membres des exécutifs sont bien élus par le peuple et que ce processus fonctionne bien. Ils mettent également en avant la certitude qu'auraient les cantons latins d'avoir au moins 2 représentants et le risque moindre de voir un conseiller fédéral quitter son poste en cours de mandat.
Les recommandations de vote des partis politiques sont les suivantes : 
| Parti politique              | Recommandation |
| ---------------------------- | -------------- |
| Parti bourgeois-démocratique | non            |
| Parti chrétien-social        | non            |
| Parti démocrate-chrétien     | non            |
| Parti évangélique            | non            |
| Parti socialiste             | non            |
| Vert'libéraux                | non            |
| Les Libéraux-Radicaux        | non            |
| Union démocratique du centre | oui            |
| Les Verts                    | non            |

### Votation
Soumise à votation le 9 juin 2013, l'initiative est refusée par la totalité des 20 6/2 cantons et par 76,3 % des suffrages exprimés. Le tableau ci-dessous détaille les résultats par canton pour ce vote :